# خالي من الكوليسترول (فلم)
خالي من الكوليسترول فيلم كوميدي مصري عرض عام 2005، بطولة أشرف عبد الباقي وإلهام شاهين.
تاريخ عرض الفيلم يوافق ثاني أيام عيد الأضحى 1425 هـ.

## قصة الفيلم
تدور أحداث الفيلم حول شاب عبقري وسريع في الرسم يدعى أيوب (أشرف عبد الباقي)، تكتشفه شركة إعلانات، فتستغل طيبته وموهبته وإعاقة والدته الذهنية التي تفكر كالأطفال في الحصول على عقود إشهارية لشركات جديدة بأسعار خيالية، ولكن أطماع صاحب الوكالة الإعلانية لاتنتهي حتى وإن كانت على حساب صحة المستهلكين مما يتعارض مع براءة أيوب وضميره لكن ... (حسن حسني) يغرقه في القروض والإدمان والعمل المتواصل لضمان بقاءه، ويستمر الصدام بينهما حتى ينتقم أيوب بأسلوب لم يتوقعه أحد خاصة عند وفاة والدته (إلهام شاهين)، ورفض ... خلود محبته.

## الممثلون
- أشرف عبد الباقي
- إلهام شاهين
- خلود
- حسن حسني
- خالد صالح
- طارق عبد العزيز
- رشيدة
- إيناس مكي
- ماجدة الخطيب
- علي حسنين
- كارولين خليل
- رحاب الجمل

## فريق العمل
- إخراج: محمد صلاح أبو سيف
- إنتاج: محمد زين
- قصة: محمد أبو سيف وعثمان شكري
- موسيقى: مودي الإمام
- توزيع: الشركة العربية للإنتاج والتوزيع السينمائي

## روابط خارجية
- مقالات تستعمل روابط فنية بلا صلة مع ويكي بيانات